# 偽齒鳥屬
伪齿鸟属（学名：Pseudodontornis）又称拟齿鸟属，是远洋鸟科下的一个有争议的属，该属可能是一个多系群。作为齿翼鸟目的一员，伪齿鸟的分类地位同样具有争议，它们可能是水鸟类的近亲，也可能属于鸡雁小纲。通常情况下多达五个物种被归入该属。
目前看来，“伪齿鸟属”应当是一个裸名。20世纪的研究者常使用“伪齿鸟科”或“伪齿鸟类”泛指伪齿鸟所属的类群，但如今人们更喜欢使用“远洋鸟类”这样不那么充满争议的称谓。远洋鸟属是远洋鸟科的模式属，其早期标本并不包含头骨，因此该属长久以来并没有被视为一种伪齿鸟类。但随着进一步研究的开展，人们意识到远洋鸟实际上也是一种“伪齿鸟类”，根据生物命名学法则，基于假齿形态建立的“伪齿鸟科”晚于“远洋鸟科”，故“伪齿鸟科”的叫法应该被废止，该类群应该被称为“远洋鸟科”或“远洋鸟类”。

## 模式种及其特征
模式种长吻伪齿鸟（学名：P. longirostris）最初被置于齿翼鸟属下，该种描述自一个购自化石贩子的不完整但保存较完好的不知道产地和化石年代的头骨，化石商人从一个从巴西归来的水手手上买来了这一标本，但人们普遍认为该标本来自北海地区。如果该标本来自欧洲，根据保存情况推断，该标本应当属于始新世，但如果该标本来自其他地方，其准确年代则无从得知。此外，一块产自南卡罗来纳州查尔斯顿附近的远洋鸟类右下颌骨标本( YPM 4617)因为尺寸和外观上的相似也被暂时归入了长吻伪齿鸟，起初人们认为这块标本来自早中新世， 但现在人们一般认为其来自晚渐新世。除此之外，一些产自中中新世智利的化石也被错误的归入了长吻伪齿鸟，这些标本可能属于远洋鸟属。
目前长吻伪齿鸟的模式标本已经丢失了，但自其描述看，该属可能是晚渐新世拟古鹅属的异名，甚至两者之一或两者可能都是中新世远洋鸟属的异名。像后者一样，伪齿鸟口中每两个大“牙齿”之间有一个小“牙齿”；但该物种是否像远洋鸟或骨齿鸟一样拥有更小的齿，目前无从得知。其枕骨结构不像早始新世的森林鸟或齿翼鸟，反而更像晚古近纪的远洋鸟类，其结构甚至与新近纪的远洋鸟类（如远洋鸟属）有所相似。长吻伪齿鸟的方骨像齿翼鸟一样有一个较宽的主轴，两者都有宽阔的侧脊，但齿翼鸟的是弯曲的，而伪齿鸟的是直的。与齿翼鸟和骨齿鸟不同，长吻伪齿鸟的方骨后的方轭骨更靠后。不论它们之间的关系如何，这个神秘的头骨必然属于一只相当巨大的远洋鸟类，它活着的时候翼展可以达到5至6米。

## 其他物种
除模式种长吻伪齿鸟外的其余四个被归入伪齿鸟属的物种是否属于伪齿鸟属仍然存在争议。细嘴伪齿鸟（学名：P. tenuirostris）是一个发现于英国赫恩贝晚古新世至早始新世的远洋鸟类；楚里伪齿鸟（学名：P. tshulensis）是发现于苏联时代哈萨克斯坦的一个物种，有时会被归入齿翼鸟属；长齿伪齿鸟（学名：P. longidentata）是一类发现于英国伦敦粘土组的物种，可能是巨齿翼鸟（该属本身也可能是齿翼鸟属的同物异名）或森林鸟的同物异名。
斯氏“伪齿鸟”（学名："P." stirtoni）是一个存疑的伪齿鸟属新近纪成员。这一物种描述自发现于新西兰南岛的破碎颅骨和头骨。有人认为该标本来自350万年前的晚上新世，如果属实，该物种将成为最晚的远洋鸟类之一。该物种头骨与北太平洋同时期的骨齿鸟较相似，但其体型只有后者的一半大。有研究者建议将该物种独立建立单型属新齿鸟属（学名：Neodontornis），但大部分人并不同意这种做法，因为该化石与长吻伪齿鸟的相似度并不小。
产自早至中中新世俄勒冈州阿斯托利亚组和奈伊组的一些远洋鸟类化石也被归入了伪齿鸟属。然而这是作者的问题，这些标本只能被称为“伪齿鸟类”，并不能归入“伪齿鸟属”。这些遗骸可能与骨齿鸟属相关。

## 脚注
1. ↑  Olson (1985: pp.198–199), Bourdon (2005), Mlíkovský (2002: p.82), Mayr (2009: pp.56,59)
2. ↑  Lanham (1947), Brodkorb (1963: pp.262–263), Olson (1985: p.198), Mlíkovský (2002: p.81), Rincón R. & Stucchi (2003), paleocene-mammals.de (2008), Mayr (2009: pp.55–59)
3. ↑  相较于其他远洋鸟类而言，这类鸟的骨头以薄壁和脆弱著称，它们的化石通常以压碎态或碎片呈现: Olson (1985: pp.194–195).
4. ↑  Hopson (1964), Olson (1985: pp.196–198), Matsuoka et al. (1998), Mlíkovský (2002: p.82), Rincón R. & Stucchi (2003), paleocene-mammals.de (2008)
5. ↑  Hopson (1964), Olson (1985: p.198), Ono (1989), Matsuoka et al. (1998), Mayr (2008)
6. ↑  Mlíkovský (1996): "MP8-9" (Ypresian), Mayr (2009: p.56): "late Paleocene"
7. ↑  Mlíkovský (1996, 2002: pp.81–82), paleocene-mammals.de (2008), Mayr (2009: p.56)
8. ↑  Formerly Middle Pliocene: Walker & Geissman (2009)
9. ↑  Scarlett (1972), Olson (1985: pp.198–200), Goedert (1989), Matsuoka et al. (1998), González-Barba et al. (2002), Rincón R. & Stucchi (2003), Mayr (2008, 2009: p.59)
10. ↑  Olson (1985: p.198), Becker (1987), Goedert (1989)